# Stanislav Pergler
Plk. Stanislav Pergler (4. května 1895 Lubná – 21. června 1942 Kounicovy koleje) byl československý legionář, důstojník a odbojář z období druhé světové války popravený nacisty.

## Život
Stanislav Pergler se narodil 4. května 1895 v Lubné na Rakovnicku v rodině nádeníka pracujícího v místní cihelně Jana Perglera a Julie, rozené Benešové. Studoval na reálné škole. Po vypuknutí první světové války byl povolán do c. a k. armády a odeslán na ruskou frontu. Zde padl 7. září 1915 u Tarnopolu do zajetí. V květnu 1916 se přihlásil do československých legií, kam byl 16. června téhož roku. Bojoval v 1. střeleckém pluku, působení v legiích zakončil jako člen odbočky Československé národní rady. Do Československa se vrátil v únoru 1919 v hodnosti kapitána.
Po návratu pokračoval Stanislav Pergler v armádní službě do doby jejího zrušení v roce 1939 po německé okupaci dosáhl hodnosti plukovníka. V roce 1921 se oženil s Annou Nedvědovou. V roce 1923 se manželům narodil syn,  budoucí atlet (dálka, trojskok) Vladimír "Pegon" Pergler a v roce 1925 syn Milan. Byl členem Sokola v Králově Poli. Během druhé světové války se zapojil do protinacistického odboje v řadách Obrany národa. Za svou činnost byl 30. září 1941 zatčen gestapem. Vězněn byl v brněnských Kounicových kolejích, kde byl rovněž stanným soudem dne 21. června 1942 odsouzen k trestu smrti a popraven. Jeho tělo bylo o den později zpopelněno v brněnském krematoriu.